# Le Roi et le Fermier
Le Roi et le Fermier est un opéra-comique en 3 actes de Michel-Jean Sedaine, musique de Pierre-Alexandre Monsigny, représenté pour la première fois sur le Théâtre-Italien à l'Hôtel de Bourgogne le 22 novembre 1762.
Clairval tenait le rôle du roi, tandis que celui du fermier Richard était interprété par Joseph Caillot.
Cette pièce est sur le même sujet que Le Roi et le Meunier de Charles Collé, première version de La Partie de chasse de Henri IV car elle est également inspirée d'un « conte dramatique » de Robert Dodsley, Le Roi et le Meunier de Mansfield (1736), qui avait été traduite en français en 1756.